# Ebbe Parsner
Ebbe Vestermann Parsner  (ur. 6 czerwca 1922 w Kopenhadze, zm. 24 października 2013) – duński wioślarz, działacz sportowy, wojskowy i dziennikarz, srebrny medalista olimpijski.
W trakcie II wojny światowej służył w Kongelige Danske Marine, następnie dowodził siłami Marinehjemmeværnet w Korsør.
Wystąpił na igrzyskach olimpijskich w Londynie w 1948, gdzie wspólnie z Aage Larsenem wywalczył srebrny medal w dwójkach podwójnych. W finale o 4 sekundy przegrali z Brytyjczykami, a o 17,1 sekundy wyprzedzili osadę Urugwaju. Na rozgrywanych cztery lata później igrzyskach olimpijskich w Helsinkach w tej samej konkurencji odpadli w pierwszej rundzie.
W tej konkurencji zdobyli złote medale na mistrzostwach Europy w Amsterdamie (1949) i mistrzostwach Europy w Mediolanie (1950). 
Był mistrzem kraju w jedynkach w latach 1946-1948 i dwójkach w 1948. Po zakończeniu kariery sportowej został działaczem sportowym oraz był edytorem magazynu Roning. Następnie pracował w dziale sprzedaży w General Motors i British Petroleum.